# Munkács díszpolgárainak listája
Ez a lap Munkács díszpolgárainak listáját tartalmazza.
| Sorszám | Évszám | Portré | Név                               | Megjegyzés |
| ------- | ------ | ------ | --------------------------------- | --- |
| 1.      | 1875   |        | Karl Weyprecht                    | a Tegetthoff hajó kapitánya |
| 2.      | 1875   |        | Julius von Payer                  | tengerésztiszt |
| 3.      | 1875   |        | Kepes Gyula                       | orvos |
| 4.      | 1880   |        | Munkácsy Mihály                   | világhírű művész, Munkács szülötte |
| 5.      | 1880   |        | Trefort Ágoston                   | Magyarország vallás- és közoktatásügyi minisztere |
| 6.      | 1886   |        | Kossuth Lajos                     | az 1848–49-es forradalom és szabadságharc vezetője |
| 7.      | 1886   |        | Komjáthy Béla                     | magyar országgyűlési képviselő |
| 8.      | 1888   |        | Literáty Ödön                     | magyar országgyűlési képviselő |
| 9.      | 1891   |        | György Endre                      | magyar országgyűlési képviselő |
| 10.     | 1897   |        | Darányi Ignác                     | Magyarország földművelésügyi minisztere |
| 11.     | 1902   |        | Nedeczey János                    | magyar országgyűlési képviselő, Munkács polgármestere |
| 12.     | 1912   |        | Lukács László                     | Magyarország pénzügyminisztere |
| 13.     | 1912   |        | Wlassics Gyula                    | Magyarország vallás- és közoktatásügyi minisztere |
| 14.     | 1914   |        | Tisza István                      | Magyarország miniszterelnöke |
| 15.     | 1914   |        | Schönborn-Buchheim Frigyes Károly | magyar országgyűlési képviselő |
| 16.     | 1914   |        | Jankovich Béla                    | Magyarország vallás- és közoktatásügyi minisztere |
| 17.     | 1916   |        | Alexander von Linsingen           | tábornok, a város védelméért az első világháború idején |
| 18.     | 1997   |        | Christiana von Schönborn-Buchheim | mecénás, nagy segítséget nyújtott Munkács vízellátásához, jelentős mértékben hozzájárulva a város társadalmi-gazdasági fejlődéséhez |
| 19.     | 1997   |        | Andrij Ilkovics Beres             | Ukrajna Érdemes Építője, a város társadalmi-gazdasági fejlődéséhez való jelentős hozzájárulásért |
| 20.     | 1997   |        | Beca József                       | labdarúgó olimpiai bajnok, a testkultúra és a sport területén elért kiemelkedő teljesítményéért |
| 21.     | 1998   |        | Mikola Szolomonovics Mesko        | építőipari szervezetek vezetője, a Munkács Városi Népi Képviselők Tanácsának többszörös képviselője, közéleti személyiség, a város társadalmi-gazdasági fejlődéséhez való jelentős hozzájárulásért                                        |
| 22.     | 1998   |        | Vaszil Vasziljovics Pahirja       | költő, publicista, számos díj kitüntetettje a kultúra, a művészet terén elért kiemelkedő teljesítményéért |
| 23.     | 1998   |        | Jurij Vasziljovics Mejhes         | író, közéleti személyiség, Ukrajna Kultúrájának Érdemes Dolgozója, a kultúra, a művészet területén végzett kiemelkedő szolgálataiért |
| 24.     | 1998   |        | Jurij Vasziljovics Pereszta       | Ukrajna Érdemes Ipari Dolgozója a város társadalmi-gazdasági fejlődéséhez való jelentős hozzájárulásáért |
| 25.     | 1999   |        | Mihajlo Kirilovics Dikany         | A Munkácsi Városi Népi Képviselők Tanácsa Végrehajtó Bizottságának elnöke a város társadalmi-gazdasági fejlődéséhez való jelentős hozzájárulásért                                                                                         |
| 26.     | 1999   |        | Vaszil Vasziljovics Dulov         | Ukrajna Érdemes Építője, a város társadalmi-gazdasági fejlődéséhez való jelentős hozzájárulásért |
| 27.     | 1999   |        | Mikola Volodimirovics Makszimov   | Ukrajna Érdemes Szolgáltatási Szektorbeli Dolgozója a város társadalmi-gazdasági fejlődéséhez való jelentős hozzájárulásért |
| 28.     | 2000   |        | Olekszandr Ivanovics Kuzmuk       | Ukrajna védelmi minisztere, az ukrán hadsereg tábornoka. A kárpátaljai árvíz idején (1998) Munkács és a Munkácsi járás lakosságának megsegítését szervezte a város társadalmi-gazdasági fejlődéséhez való jelentős hozzájárulás érdekében |
| 29.     | 2000   |        | Viktor Makszimovics Horjev        | Ukrajna vízügyi minisztere nagy segítséget nyújtott az 1998-as kárpátaljai árvizek felszámolásában, jelentős mértékben hozzájárulva a város társadalmi-gazdasági fejlődéséhez                                                             |
| 30.     | 2002   |        | Vaszil Sztaniszlavovics Cihak     | A Munkács Városi Népi Képviselők Tanácsa Végrehajtó Bizottságának alelnöke, Ukrajna Kultúrájának Érdemes Dolgozója a város társadalmi-gazdasági fejlődéséhez való jelentős hozzájárulásáért                                               |
| 31.     | 2002   |        | Vaszil Mihajlovics Cibere         | A Munkács Városi Népi Képviselők Végrehajtó Bizottságának alelnöke a város társadalmi-gazdasági fejlődéséhez való jelentős hozzájárulásért                                                                                                |
| 32.     | 2002   |        | Mikola Joszipovics Rohlev         | Munkács város végrehajtó bizottságának elnöke a város társadalmi-gazdasági fejlődéséhez való jelentős hozzájárulásért |
| 33.     | 2002   |        | Róth Sándor                       | mecénás, segítséget nyújtott a munkácsi árvizek áldozatainak, jelentős mértékben hozzájárulva a város társadalmi-gazdasági fejlődéséhez                                                                                                   |
| 34.     | 2002   |        | Jaroszlav Olekszijovics Hlipnyacs | politikai fogoly, közéleti és politikai személyiség, a város társadalmi-gazdasági fejlődéséhez való jelentős hozzájárulásáért |
| 35.     | 2002   |        | Mikola Vasziljovics Luciv         | politikai fogoly, közéleti és politikai személyiség, a város társadalmi-gazdasági fejlődéséhez való jelentős hozzájárulásáért |
| 36.     | 2002   |        | Ivan Vasziljovics Masika          | a Munkácsi sígyár igazgatója, a város társadalmi-gazdasági fejlődéséhez való jelentős hozzájárulásért |
| 37.     | 2002   |        | Julij Julijovics Ponevacs         | Munkács város végrehajtó bizottságának elnöke a város társadalmi-gazdasági fejlődéséhez való jelentős hozzájárulásért |
| 38.     | 2002   |        | Mikola Dimitrovics Lohojda        | küldött a Kárpátaljai Ukrajna Népi Bizottságainak I. Kongresszusára a demokrácia megerősítése, valamint az emberi és polgári jogok védelme terén elért kiemelkedő szolgálataiért                                                          |
| 39.     | 2005   |        | Lidija Volodimirivna Pirohova     | Ukrajna Népi Művésze a kultúra, a művészet terén nyújtott kiemelkedő szolgálataiért |
| 40.     | 2005   |        | Mikola Mikolajovics Krilov        | A Munkácsi Központi Regionális Kórház főorvosának a város társadalmi-gazdasági fejlődéséhez való jelentős hozzájárulásért |
| 41.     | 2005   |        | Ivan Heorhijovics Csopej          | költő, tanár, "Kiválóság az ukrán közoktatásban", a kultúra, a művészet terén elért kiemelkedő teljesítményéért |
| 42.     | 2005   |        | Ivan Vasziljovics Dankanics       | A Munkácsi Városi Népi Képviselők Tanácsának több összehívású képviselője a város társadalmi-gazdasági fejlődéséhez való jelentős hozzájárulásért                                                                                         |
| 43.     | 2005   |        | Jevhen Teodorovics Fedir          | |
| 44.     | 2005   |        | Viktor Andrijovics Juscsenko      | Ukrajna elnökének a demokrácia megerősítése, valamint az emberi és polgári jogok védelme terén elért kiemelkedő eredményeiért |
| 45.     | 2005   |        | Roman Petrovics Bezszmertnij      | Ukrajna népi képviselője a demokrácia megerősítése, valamint az emberi és polgári jogok védelme terén végzett kiemelkedő szolgálataiért                                                                                                   |
| 46.     | 2005   |        | Pavlo Sztepanovics Kacsur         | Ukrajna népi képviselője a demokrácia megerősítése, valamint az emberi és polgári jogok védelme terén végzett kiemelkedő szolgálataiért                                                                                                   |
| 47.     | 2005   |        | Jurij Mikolajovics Orobec         | Ukrajna népi képviselője a demokrácia megerősítése, valamint az emberi és polgári jogok védelme terén végzett kiemelkedő szolgálataiért                                                                                                   |
| 48.     | 2005   |        | Viktor Ivanovics Baloha           | volt polgármester, Ukrajna népi képviselője a város társadalmi-gazdasági fejlődéséhez való jelentős hozzájárulásért |
| 49.     | 2005   |        | Ivan Vasziljovics Ivancso         | Ukrajna népi képviselője a város társadalmi-gazdasági fejlődéséhez való jelentős hozzájárulásért |
| 50.     | 2007   |        | Vaszil Illics Szofilkanics        | Ukrajna kiváló közoktatása, kiemelkedő érdemeiért a tudomány, az oktatás és az oktatás területén |
| 51.     | 2009   |        | Olekszandr Joszipovics Csulej     | közéleti és politikai személyiség, a város társadalmi-gazdasági fejlődéséhez való jelentős hozzájárulásért |
| 52.     | 2009   |        | Pákh Imre                         | mecénás, pénzét a város fejlesztésébe fektette, hogy jelentős mértékben hozzájáruljon a város társadalmi-gazdasági fejlődéséhez |
| 53.     | 2010   |        | Petro Mihajlovics Baszarab        | Ukrajna Érdemes Könnyűipari Dolgozója a város társadalmi-gazdasági fejlődéséhez való jelentős hozzájárulásért |
| 54.     | 2010   |        | Vaszil Jurijovics Turjancsik      | négyszeres labdarúgó országos bajnok, kétszeres labdarúgó kupagyőztes, a testkultúra és a sport területén elért kiemelkedő teljesítményéért                                                                                               |
| 55.     | 2010   |        | Ivan Ivanovics Nacik              | Ukrajna kitüntetett bányásza a város társadalmi-gazdasági fejlődéséhez való jelentős hozzájárulásért |
| 56.     | 2011   |        | Vaszil Andrijovics Rjabic         | A Fischer-Mukachevo ukrán-osztrák vállalat vezérigazgatója a város társadalmi-gazdasági fejlődéséhez való jelentős hozzájárulásért |
| 57.     | 2011   |        | Ivan Vasziljovics Brovdi          | Ukrajna Népi Művésze, a kultúra, a művészet terén elért kiemelkedő érdemeiért |
| 58.     | 2011   |        | Majnek Antal                      | A Munkácsi római katolikus egyházmegye ordináriusa a város társadalmi-gazdasági fejlődéséhez való jelentős hozzájárulásért |
| 59.     | 2011   |        | Jurij Vikentijovics Mihalina      | A Munkácsi Állami Egyetem rektora a tudomány, az oktatás és az oktatás területén elért kiemelkedő teljesítményéért |
| 60.     | 2011   |        | Micska Zoltán                     | Ukrajna Népi Művésze, a kultúra, a művészet terén elért kiemelkedő érdemeiért |
| 61.     | 2013   |        | Gulácsy Lajos                     | Református Egyház emeritus püspöke, a város társadalmi-gazdasági fejlődéséhez való jelentős hozzájárulásáért |
| 62.     | 2013   |        | Jevgenyija Mihajlivna Derkacs     | Ukrajna Érdemes Egészségügyi Dolgozója a város társadalmi-gazdasági fejlődéséhez való jelentős hozzájárulásáért |
| 63.     | 2013   |        | Petro Ivanovics Reminec           | A VAT munkácsi „Tocsprilad” üzemének vezérigazgatója a város társadalmi-gazdasági fejlődéséhez való jelentős hozzájárulásért |
| 64.     | 2013   |        | Ihor Fedorovics Reminnij          | az ENO Bútor Kft. elnök-vezérigazgatója a város társadalmi-gazdasági fejlődéséhez való jelentős hozzájárulásáért |
| 65.     | 2013   |        | Vaszilij Ivanovics Spenik         | Ukrajna Érdemes Gépgyártója, a munkácsi „Tocsprilad” üzem igazgatója (1976-1994), Munkács Város Népi Képviselői Tanácsának többször megválasztott képviselője, a város társadalmi-gazdasági fejlődéséhez való jelentős hozzájárulásáért   |
| 66.     | 2014   |        | Miroszlav Ivanovics Docsinec      | író, az ukrán Tarasz Sevcsenko Nemzeti Díj kitüntetettje, a kultúra, a művészet terén elért kiemelkedő érdemeiért |
| 67.     | 2014   |        | Olekszandr Vasziljovics Szuhan    | számos maraton és szupermaraton résztvevője és győztese fogyatékkal élő sportolók körében, a testkultúra és a sport területén elért kiemelkedő teljesítményéért                                                                           |
| 68.     | 2014   |        | Rimma Volodimirivna Hascsinszka   | Ukrajna Érdemes Tanára, az oktatásban szerzett kiemelkedő érdemeiért |
| 69.     | 2015   |        | Volodimir Illics Volontir         | Ukrajna Érdemes Művésze, a kultúra, a művészet terén elért kiemelkedő érdemeiért |
| 70.     | 2015   |        | Szerhij Olekszandrovics Saptala   | Az Ukrán Fegyveres Erők ezredese, a munkácsi 128. önálló hegyi rohamdandár parancsnoka, Ukrajna Hőse, a hivatali és közfeladatok ellátása során tanúsított személyes bátorságáért és hősiességéért                                        |
| 71.     | 2015   |        | Vaszil Jurijovics Markulin        | Ukrajna Érdemes Tanára, az oktatásban szerzett kiemelkedő érdemeiért |
| 72.     | 2015   |        | Dmitro Mikolajovics Scserban      | pedagógus, a Munkácsi Oktatási Osztály hosszú távú vezetője, közéleti személyiség, az oktatásban elért kiemelkedő teljesítményéért |
| 73.     | 2015   |        | Oleh Jurijovics Sztukalo          | őrnagy, a munkácsi 128. önálló hegyi rohamdandár Gépesített Zászlóalj parancsnok-helyettese, a hivatali és közfeladat ellátása során tanúsított személyes bátorságáért és hősiességéért (posztumusz)                                      |
| 74.     | 2015   |        | Vilhelm Volodimirovics Stolcel    | katona, a hivatali és közfeladat ellátása során tanúsított személyes bátorságért és hősiességért (posztumusz) |
| 75.     | 2015   |        | Vitalij Mikolajovics Bjelikov     | főhadnagy, a hivatali és közfeladatok ellátása során tanúsított személyes bátorságért és hősiességért (posztumusz) |
| 76.     | 2015   |        | Robert Petrovics Kisz             | katona, a hivatali és közfeladat ellátása során tanúsított személyes bátorságért és hősiességért (posztumusz) |
| 77.     | 2015   |        | Viktor Pavlovics Novickij         | alezredes, a hivatali és közfeladat ellátása során tanúsított személyes bátorságért és hősiességért (posztumusz) |
| 78.     | 2015   |        | Olekszandr Volodimirovics Babics  | őrnagy, a hivatali és közfeladatok ellátása során tanúsított személyes bátorságért és hősiességért (posztumusz) |
| 79.     | 2015   |        | Pavlo Ivanovics Sztec             | főtörzsőrmester, a hivatali és közfeladatok ellátása során tanúsított személyes bátorságért és hősiességért (posztumusz) |
| 80.     | 2015   |        | Szerhij Sztepanovics Verbickij    | zászlós, a hivatali és közfeladatok ellátása során tanúsított személyes bátorságért és hősiességért (posztumusz) |
| 81.     | 2015   |        | Mikola Viktorovics Zsuk           | kapitány, a hivatali és közfeladatok ellátása során tanúsított személyes bátorságáért és hősiességéért (posztumusz) |
| 82.     | 2015   |        | Denisz Vjacseszlavovics Kiszeljov | kapitány, a hivatali és közfeladatok ellátása során tanúsított személyes bátorságáért és hősiességéért (posztumusz) |
| 83.     | 2015   |        | Olekszij Anatolijovics Hurtov     | őrnagy, a hivatali és közfeladatok ellátása során tanúsított személyes bátorságért és hősiességért (posztumusz) |
| 84.     | 2015   |        | Roman Bohdanovics Csornobaj       | őrmester, a hivatali és közfeladat ellátása során tanúsított személyes bátorságért és hősiességért (posztumusz) |
| 85.     | 2016   |        | Olekszandr Albertovics Pavljuk    | katona, a hivatali és közfeladat ellátása során tanúsított személyes bátorságért és hősiességért (posztumusz) |
| 86.     | 2018   |        | Mihajlo Jurijovics Pokidcsenko    | katona, a hivatali és közfeladat ellátása során tanúsított személyes bátorságért és hősiességért (posztumusz) |
| 87.     | 2018   |        | Olekszij Vasziljovics Kalabiska   | katona, a hivatali és közfeladat ellátása során tanúsított személyes bátorságért és hősiességért (posztumusz) |
| 88.     | 2019   |        | Lengyel Zoltán                    | Munkács volt polgármestere a város társadalmi-gazdasági fejlődéséhez való jelentős hozzájárulásáért |
| 89.     | 2019   |        | Mihajlo Volodimirovics Lipka      | Ukrajna Érdemes Orvosa, az egészségügy terén elért kiemelkedő érdemeiért |
| 90.     | 2020   |        | Tóth Bertalan                     | kéményseprő, a város társadalmi-gazdasági fejlődéséhez való jelentős hozzájárulásért |
| 91.     | 2020   |        | Viktor Ivanovics Rjasko           | az FK Mukacsevo volt vezetőedzője, a testkultúra és a sport területén elért kiemelkedő teljesítményéért (posztumusz) |
| 92.     | 2021   |        | Irina Olekszandrivna Halaj        | hegymászó, kreatív tevékenységért, amely hozzájárul Munkács város fejlődéséhez, pozitív imázsának népszerűsítéséhez Ukrajnában és külföldön                                                                                               |